# 불가사의 던전 떠돌이 시렌 4: 신의 눈과 악마의 배꼽
《불가사의 던전 떠돌이 시렌 4: 신의 눈과 악마의 배꼽》는 춘소프트가 개발하고 스파이크가 배급한 로그라이크 롤플레잉 비디오 게임이다. 《불가사의 던전》의 하위 시리즈 《떠돌이 시렌》의 네 번째 본편으로, 닌텐도 DS용으로 제작돼 2010년 출시됐다.
2012년, 플레이스테이션 포터블로 추가 컨텐츠가 담긴 확장판 《불가사의 던전 떠돌이 시렌 4 플러스》가 발매됐다.

## 반응
《떠돌이 시렌 4》 닌텐도 DS판은 발매된 주에 41,000장이 판매돼 그 주 일본서 7번째로 가장 많이 팔린 게임이 됐다.

## 참조

### 내용주
1. ↑  일본어: 不思議のダンジョン 風来のシレン4 神の眼と悪魔のヘソ
2. ↑  일본어: 不思議のダンジョン 風来のシレン4plus 神の眼と悪魔のヘソ